# كراميش (قناة فضائية)
كراميش هي قناة إنشادية مختصة بالأطفال؛ بدأت بثها في 15 فبراير 2009 من الأردن وضمّت العديد من المنشدين.
قدّمت كراميش الكثير من الكليبات في بدايتها، بالإضافة لتقديم عدة رسوم كرتونية وبعض الأعمال اليدوية والمعلومات الثقافية والنصائح الاجتماعية والبرامج ذات المواضيع التربويية كالحفاظ على النظافة وغيرها وأيضاً الدروس الدينية كآداب الطعام.

## نجوم القناة
- بشرى عواد
- وسيم عواد (مدير القناة)
- مجاهد هشام
- محمد عدوي
- عبد القادر صباهي
- حنان الطرايرة
- سجى وليد حماد
- رندة صلاح
- أمل قطامي
- رأفت وسيم عواد
- سارة المنيع
- زينة عواد
- نغم الغيث
- لين الغيث
- إسماعيل القاضي
- نتالي مرايات
- موسى مصطفى
- بيسان صيام
- أحمد الكردي